# Argyroneta aquatica
Argyroneta aquatica (llatí "teranyina platejada aquàtica") és una espècie d'aranya que viu totalment sota l'aigua dolça. És l'única espècie dins el gènere Argyroneta.
Argyroneta aquatica es troba al centre i nord d'Europa fins a la latitud 62° N i al nord d'Àsia. És l'única aranya que viu tota la seva vida sota l'aigua però respira aire que atrapa en una bombolla sostinguda pels pèls del seu abdomen i de les cames.
Al Japó es troba la subespècie Argyroneta aquatica japonica.
Les femelles fan una campana amb la seva teranyina que omplen d'aire i des d'on també digereixen les preses que capturen, fan les mudes, s'aparellen i on crien la descendència. Només ocasionalment surten a la superfície per renovar la seva provisió d'aire. Els mascles també fan bombolles amb teranyines però són més petites encara que els mascles, a diferència de la major part de les aranyes, són més grossos que les femelles.
S'alimenten d'insecctes i crustacis poden mossegar la pell dels humans i fer una inflamació local i febre. Són depredats per granotes i peixos.
El mecanisme exacte de la seva manera de respirar sota l'aigua encara està en estudi. L'any 2011 es va proposar que utilitzen la bombolla de la cambra d'aire com una brànquia per extreure l'oxigen dissolt en l'aigua